# Campeonato Britânico de Carros de Turismo

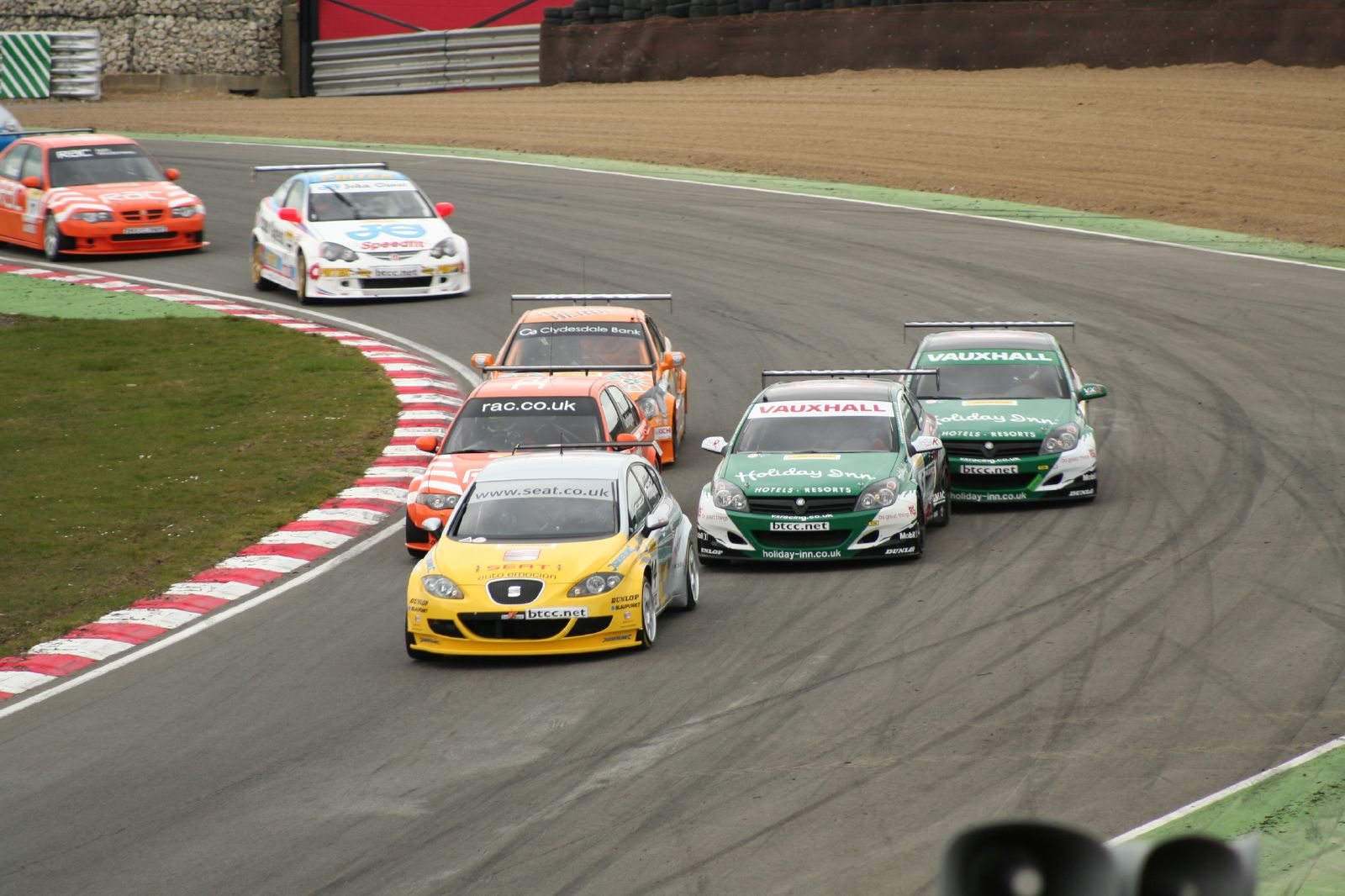
Corrida em Brands Hatch.

O Campeonato Britânico de Turismo (British Touring Car Championship, BTCC) é uma categoria de automobilismo com carros de turismo do Reino Unido. Sua primeira temporada foi em 1958 sob o nome de British Saloon Car Championship (BSCC), atualmente é uma das maiores categorias de turismo da Europa; atualmente, contém 10 corridas por temporada sendo 9 na Inglaterra e uma na Escócia, a pontuação é distribuída entre os 10 primeiros colocados nas corridas. Andy Rouse é o maior campeão da história da categoria, com 4 títulos.

## Equipes
- West Burrey Racing
- Mg Triple Eight Racing
- Honda Yuasa Racing
- Team BMR RCIB Insurance
- Eurotech Racing
- Wix Racing
- Exocet Alcosense
- Speed Works Motorsport
- AMD Tuning.Com
- Houseman Racing
- Laser Tools Racing
- Welch Motorsport
- RCIB Insurance
- Handy Motorsport
- Support Our Paras Racing
- Motor Base Performance
- Power Maxed Racing
- Dextra Racing